# George Prideaux Robert Harris
George Prideaux Robert Harris (1775 – 1810) è stato un naturalista australiano, attivo in particolare in Tasmania, dove cominciò a lavorare nel 1803.

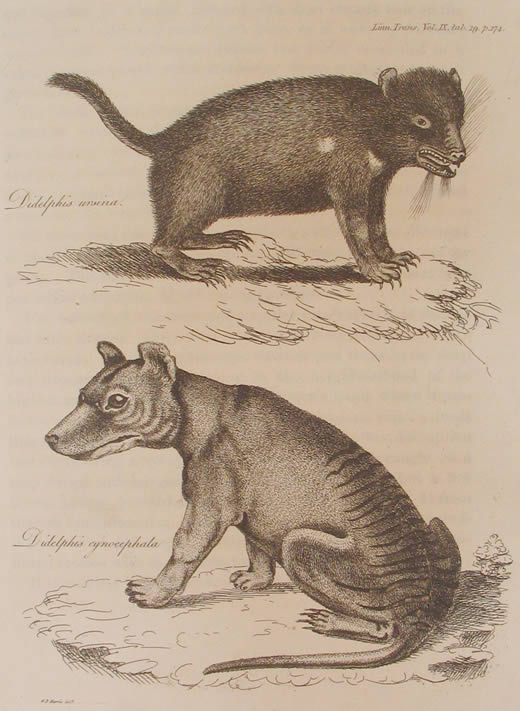
Raffigurazione ad opera di Harris di un diavolo orsino (in alto) e di un tilacino: ritenuti imparentati con gli opossum, i due animali vennero inizialmente ascritti entrambi al genere Didelphis coi nomi, rispettivamente, di Didelphis ursina e Didelphis cynocephala

Egli descrisse gran parte dei marsupiali nativi dell'isola, fra cui il diavolo della Tasmania ed il tilacino. Sono opera sua anche le descrizioni scientifiche di alcune specie di piante endemiche della Tasmania.